# Sony Xperia Z3+
Sony Xperia Z3+(日版名為Sony Xperia Z4)，是索尼於2015年4月20日在日本發表的旗艦手機，搭載5.2吋螢幕、Qualcomm Snapdragon 810 MSM8994 2.0GHz + 1.5GHz 八核心處理器、3GB記憶體、2,070萬畫素 25mm G鏡且支援4K錄影，120fps慢動作錄影，支援 IP65 / 68 防水、防塵功能。
Xperia Z3+為安卓作業系統的旗艦級高階智慧型手機，作為它的前一代Sony Xperia Z3的繼承機型。同期的主要競爭對手有Samsung Galaxy S6、LG G4、HTC One M9、Huawei P8。

## 設計特點
在新一代的Xperia Z3+中，側邊的部分與 Xperia Z3不同，採用了鏡面拋光處理，螢幕上下兩側的喇叭設計，回歸到比較像 Xperia Z2 的設計，但其開口又沒有那麼寬，此外，大幅提升的 25mm 超廣角 510 萬畫素前置鏡頭，位置與 Xperia Z3 不同，是置於 LOGO 的左側。microSD 卡與 SIM 卡槽併在一起，因此其設計也較 Xperia Z3 大一號。側邊仍舊維持其特有的 OmniBlance 全平衡與金屬設計，不過 Xperia Z3+ 機身厚度已經縮減成 6.9mm，USB 連接埠則是改到手機底部，是採用無防水蓋的設計，但仍具備 IP65 / 68 防水防塵效能，因此取消了原有的磁吸式充電埠設計。機身重量不僅縮減了8公克來到了144g，厚度也變薄了0.4mm來到了6.9mm，但是電池容量則縮減了170mAh來到了2,930mAh。

## 規格
| 項目       | Sony Xperia Z3+/Z4                                                   |
| ---------- | -------------------------------------------------------------------- |
| 系統       | Android 5.0.2（已可升級至Android 7.0）                               |
| 螢幕       | 5.2吋IPS 1920×1080                                                   |
| CPU        | Qualcomm Snapdragon 810 MSM8994 2.0GHz+1.5GHz 八核心處理器           |
| GPU        | Adreno 430                                                           |
| RAM        | 3 GB LPDDR4                                                          |
| ROM        | 32 GB eMMC 5.0                                                       |
| 記憶卡支援 | microSD/HC，最高支援128GB                                            |
| 尺寸       | 146.3 x 71.9 x 6.9 mm                                                |
| 重量       | 144 g                                                                |
| 電池       | 2930 mAh                                                             |
| 相機       | 主相機：2070萬畫素                                                   |
| 相機       | 前相機：510 萬畫素                                                   |
| 音效       | 3.5mm 耳機孔、Hi-Res、LDAC                                           |
| 感應       | 陀螺儀、重力感應器、趨近感應器、環境光線感應器、數位羅盤、氣壓感測器 |
| 衛星定位   | GPS、GLONASS                                                         |
| 傳輸       | microUSB 2.0（含 MHL 輸出） 藍牙4.1Wi-Fi 802.11 a/ac/b/g/n           |
| 充電       | Qualcomm QC2.0 快速充電                                              |

## 顏色
跟先前的Xperia Z3不同的是，銀綠色改為顏色相近的水綠色，並且取消了紫色的設計。
| 顏色 | 名稱   | 英語       | 備註               |
| ---- | ------ | ---------- | ------------------ |
|      | 黑色   | Black      |                    |
|      | 白色   | White      | 正面亦為白色       |
|      | 晨曦金 | Copper     |                    |
|      | 水綠色 | Aqua Green | 邊框顏色與白色相同 |